# 굴로사우루스
굴로사우루스(Gulosaurus helmi)는 어룡목 이크티오사우루스과에 속하는 어룡이다. 지금은 멸종된 종으로 몸길이가 5m인 거대한 어룡에 속한다.

## 특징
굴로사우루스는 전반적으로 그리피아와 비슷했다. 그것은 길이가 1.5미터 정도 되는 같은 크기였고, 뼈의 대부분이 같은 크기였는데 즉 늑골과 중심골이 발견되었다. 또한 그리피아와 마찬가지로, 많은 후기 어족들이 그랬던 것처럼, 다면체를 나타내기보다는 펜타닥틸 사지를 가지고 있었다. 대부분의 플리퍼 구조는 굴로사우루스에는 노치형 말초 축이 있었지만 그리피아에서는 미쳐버린 최초의 메타카르팔과는 매우 흡사했다. 굴로사우루스의 두개골은 그리피아의 두개골과 매우 달랐다. 그것은 원통형 앞니를 가지고 있었다. 비록 그리피아의 코고는 발견되지 않았지만 이것이 다른지 아닌지는 아직 알려지지 않았다. 이 두개골은 또한 초간격 테라스 앞쪽 여백의 회전 한계에서 전두엽-전면 접촉 후를 보여주었다. 분류학적으로 따지면 굴로사우루스는 캐나다 브리티시 컬럼비아 동부 중부의 설푸르산맥 형성 초기 트라이아스기 베가-프로소 실트스톤 회원으로부터 알려진 기저 그리피디아 어치옵테리지안의 멸종된 속이다. 굴로사우루스는 처음 로빈 S.에 의해서 이름이 지어졌다. 앤서니 P.러셀 버트란드와 제이슨 S.앤더슨에 의해 2013년에 발견된 형식 종은 Gulosaurus helmi이다. 이름은 '헬름의 울버린 도마뱀'이라는 뜻으로 발견된 와피티호 주변 일대를 유지하고 있는 울버린 노르딕·산악 협회와 이 지역 주변의 대표적인 고생물학자 찰스 헬름 박사를 가리킨다. 원래 굴로사우루스는 그리피아 롱이로스트리스와 파르비나토르 와피티엔시스 둘 중 하나로 생각되었지만, 화석이 불완전하여 어느쪽인지 확실하지 않았다. 2013년에 두개골을 포함한 나머지 절반의 화석이 발견되었고 이것은 그것이 전적으로 새로운 종이라는 것을 증명했고 그리피아와 밀접한 관련이 있고 매우 유사했다. 또한 양턱에는 삼각형 모양을 가진 이빨들이 총 15~20개가 있으며 이를 통하여 먹이를 사냥했을 것으로 보인다. 먹이로는 당대에 서식했던 물고기, 갑각류, 무척추동물을 주로 섭이했을 육식성의 포식자로 추정되는 종이다.

## 생존시기와 서식지와 화석의 발견
굴로사우루스가 생존하던 시기는 중생대의 트라이아스기 초기로서 지금으로부터 2억 4500만년전~2억 2000만년전에 생존했던 어룡이다. 생존했던 시기에는 북아메리카를 중심으로 하는 동부 태평양과 서부 대서양에 주로 서식했던 어룡이다. 화석의 발견은 2013년에 캐나다의 트라이아스기에 형성된 지층에서 캐나다의 고생물학자인 로빈 S에 의해 처음으로 발견되어 새롭게 명명된 종이다.